# Margaret Rutherford
Margaret Rutherford, DBE (Balham, Londres, Inglaterra, 11 de maio de 1892 - Chalfont St. Peter, Buckinghamshire, Inglaterra, 22 de maio de 1972) foi uma atriz inglesa que ganhou destaque após a Segunda Guerra Mundial nas adaptações para o cinema de Blithe Spirit, de Noël Coward e The Importance of Being Earnest de Oscar Wilde. Ela é mais conhecida pela sua interpretação na década de 1960 de Miss Marple em vários filmes baseados nos romances de Agatha Christie.

## Infância
Nascida em Balham, Londres, Inglaterra, como Margaret Taylor Rutherford, única filha de William Rutherford Benn e de sua esposa, Florence Nicholson. O irmão de seu pai, Sir John Benn, o primeiro baronete, foi um político britânico, e seu primeiro primo, é o político Tony Benn.
O pai de Margaret, sofria de problemas mentais, e sofreu um colapso nervoso em sua lua-de-mel, e foi confinado em um asilo. Ele eventualmente saía em feriados, e em 4 de março de 1883, ele matou seu pai, o Reverendo Julius Benn, um ministro do Congregacionalismo  pouco depois, Willian tentou se matar contando a própria garganta com um canivete. Depois do assassinato, William Benn foi confinado no Hospital Broadmoor para criminosos insanos. Vários anos mais tarde, ele foi libertado, supostamente curado de sua doença mental, mudou seu sobrenome para Rutherford, e voltou para sua esposa.
Como uma criança, Margaret e seus pais se mudaram para a Índia, mas ela voltou à Grã-Bretanha quando tinha três anos para viver com a tia, educadora profissional, Bessie Nicholson, em Wimbledon, Inglaterra, depois que sua mãe cometeu suicídio se enforcando em uma árvore. Seu pai retornou para a Inglaterra também. Os problemas mentais continuaram e resultou novamente no seu confinamento em Broadmoor em 1904; morreu em 1921.
Rutherford foi educada na independente Wimbledon High School e na Royal Academy of Dramatic Art.

## Carreira
Por ter trabalhado como professora de elocução, começou a atuar tardiamente - fazendo sua estreia no Old Vic em 1925 quando tinha 33 anos. Sua aparência física não a ajudava a ser heróinas românticas, e ela logo estabeleceu seu nome na comédia, aparecendo nos mais bem-sucedidos filmes britânicos do começo do século XX. "Eu nunca pretendi fazer comédia. Eu sempre me surpreendo quando o público acha engraçado tudo o que faço", escreveu Margaret em sua autobiografia. Na maioria desses filmes, ela tinha, originalmente, interpretado no teatro. Ela casou com o ator Stringer Davis em 1945. Eles frequentemente apareceram juntos em filmes.
Na década de 1950, Rutherford e Davis adotaram o escritor Gordon Langley Hall, na casa dos 20 anos. Hall depois fez uma cirurgia de redesignação sexual e se tornou Dawn Langley Simmons, nome sob o qual ela escreveu uma biografia de Rutherford em 1983.
Em 1957, Margaret apareceu como Cynthia Gordon no episódio "The Kissing Bandit" na sitcom americana filmada na Inglaterra, Dick and the Duchess, estrelando Patrick O'Neal e Hazel Court. Em 1961, ela interpretou, pela primeira vez, o papel na qual ela seria mais associada mais tarde na vida, o de Miss Marple na série de quatro filmes baseados nas obras de Agatha Christie. Rutherford, aos 70 anos, insistia em usar suas próprias roupas para aparecer no filme e seu marido apareceu ao seu lado.
Em 1964, George Harrison, quando perguntado, por Cathy McGowan em Ready Steady Go!, quem era sua favorita estrela de filme, respondeu "Margaret Rutherford".
Margaret, em 1964, ganhou um Oscar de melhor atriz coadjuvante e um Globo de Ouro de melhor atriz coadjuvante em cinema por The V.I.P.s, de 1963. Não pode comparecer à premiação do Oscar, que foi dado pelas mão de Elizabeth Taylor e Richard Burton, para seu representante, Peter Ustinov. Ela também interpretou Mistress Quickly em Chimes at Midnight de Orson Welles, de 1966.
Ela ganhou uma Ordem do Império Britânico de Officer of the British Empire (OBE) em 1961, e depois, um Dame Commander of the British Empire (DBE), em 1967.

## Últimos dias de vida e morte
Ela sofreu de mal de Alzheimer no fim de sua vida. Sir John Gielgud escreveu: "Sua última aparição no Haymarket Theatre com Sir Ralph Richardson em The Rivals, um compromisso que ela finalmente foi obrigada a desistir depois de algumas semanas, foi uma comovente luta contra sua própria força."
Dame Margaret Rutherford foi enterrada junto com seu marido Stringer Davis, que morreu em agosto de 1973, no cemitério de St. James Church, Gerrards Cross, Buckinghamshire, Inglaterra.

## Performances selecionadas no teatro
- Blithe Spirit
- The Way of the World
- The Importance of Being Earnest, como Miss Prism e, em Nova Iorque (1947) como Lady Bracknell, direção de John Gielgud
- The School for Scandal
- The Solid Gold Cadillac (1965)
- The Rivals

## Filmografia
| Ano  | Filme                           | Papel                                        | Notas                                                                                 |
| ---- | ------------------------------- | -------------------------------------------- | ------------------------------------------------------------------------------------- |
| 1936 | Talk of the Devil               | Governanta                                   |                                                                                       |
| 1936 | Dusty Ermine                    | Evelyn Summers, conhecida como Miss Butterby |                                                                                       |
| 1936 | Troubled Waters                 | Bit role                                     | não creditada                                                                         |
| 1937 | Missing, Believed Married       | Lady Parke                                   |                                                                                       |
| 1937 | Catch as Catch Can              | Maggie Carberry                              |                                                                                       |
| 1937 | Big Fella                       | Babá                                         | não creditada                                                                         |
| 1937 | Beauty and the Barge            | Srª. Baldwin                                 |                                                                                       |
| 1941 | Spring Meeting                  | Tia Bijou                                    |                                                                                       |
| 1941 | Quiet Wedding                   | Magistrada                                   |                                                                                       |
| 1943 | Yellow Canary                   | Mrs. Towcester                               |                                                                                       |
| 1943 | The Demi-Paradise               | Rowena Ventnor                               |                                                                                       |
| 1944 | English Without Tears           | Lady Christabel Beauclerk                    |                                                                                       |
| 1945 | Blithe Spirit                   | Madame Arcati                                |                                                                                       |
| 1947 | While the Sun Shines            | Drª. Winifred Frye                           |                                                                                       |
| 1947 | Meet Me at Dawn                 | Madame Vernore                               |                                                                                       |
| 1948 | Miranda                         | Enfermeira Carey                             |                                                                                       |
| 1949 | Passport to Pimlico             | Professora Hatton-Jones                      |                                                                                       |
| 1950 | The Happiest Days of Your Life  | Muriel Whitchurch                            |                                                                                       |
| 1950 | Quel bandito sono io            | Mrs. Dotherington                            | Título inglês: Her Favorite Husband                                                   |
| 1951 | The Magic Box                   | Lady Pond                                    |                                                                                       |
| 1952 | Curtain Up                      | Catherine Beckwith/Jeremy St. Claire         |                                                                                       |
| 1952 | Miss Robin Hood                 | Miss Honey                                   |                                                                                       |
| 1952 | The Importance of Being Earnest | Miss Letitia Prism                           |                                                                                       |
| 1952 | Castle in the Air               | Miss Nicholson                               |                                                                                       |
| 1953 | Innocents in Paris              | Gwladys Inglott                              |                                                                                       |
| 1953 | Trouble in Store                | Miss Bacon                                   |                                                                                       |
| 1954 | The Runaway Bus                 | Miss Cynthia Beeston                         |                                                                                       |
| 1954 | Mad About Men                   | Enfermeira Carey                             |                                                                                       |
| 1954 | Aunt Clara                      | Clara Hilton                                 |                                                                                       |
| 1955 | An Alligator Named Daisy        | Prudence Croquet                             |                                                                                       |
| 1957 | The Smallest Show on Earth      | Srª. Fazackalee                              |                                                                                       |
| 1957 | Just My Luck                    | Srª. Dooley                                  |                                                                                       |
| 1959 | I'm All Right Jack              | Tia Dolly                                    |                                                                                       |
| 1961 | On the Double                   | Lady Vivian                                  |                                                                                       |
| 1961 | Murder, She Said                | Miss Jane Marple                             |                                                                                       |
| 1963 | Murder at the Gallop            | Miss Jane Marple                             |                                                                                       |
| 1963 | The Mouse on the Moon           | Grande Duquesa Gloriana XIII                 |                                                                                       |
| 1963 | The V.I.P.s                     | A Duquesa de Brighton                        | Oscar de melhor atriz coadjuvante Globo de Ouro de melhor atriz coadjuvante em cinema |
| 1964 | Murder Most Foul                | Miss Jane Marple                             |                                                                                       |
| 1964 | Murder Ahoy!                    | Miss Jane Marple                             |                                                                                       |
| 1965 | Chimes at Midnight              | Mistress Quickly                             |                                                                                       |
| 1965 | The Alphabet Murders            | Miss Jane Marple                             | Participação especial não-creditada                                                   |
| 1967 | A Countess from Hong Kong       | Miss Gaulswallow                             |                                                                                       |
| 1967 | Arabella                        | Princesa Ilaria                              |                                                                                       |
| 1967 | The Wacky World of Mother Goose | Mãe Goose                                    | voz                                                                                   |